# Mario Maslać
Mario Maslać (Novi Sad, 9. rujna 1990.) je srbijanski nogometaš, rodom Hrvat, koji trenutačno igra za FK Vojvodinu kao branič.
U lipnju 2015. potpisao je za NK Osijek, gdje je bio standardni član prve postave trenera Dražena Beseka i tako odigrao 7 utakmica u osječkom dresu. Nakon Besekove smjene pod neobjašnjenim je okolnostima ispao iz prve postave unatoč dobrim igrama koje je dotada pokazao, pa je već u studenom iste godine raskinuo ugovor s NK Osijek i u siječnju 2016. se vratio u čačanski Borac.